# Broye (région)
Pour les articles homonymes, voir Broye.
La Broye est une région Suisse romande morcelée entre les cantons de Vaud et de Fribourg. Cette région est traversée par la rivière Broye. Elle est formée du district vaudois de la Broye-Vully, ainsi que du district de la Broye fribourgeoise.

## Gentilé
Les habitants de la région se nomment les Broyards.

## La Broye fribourgeoise

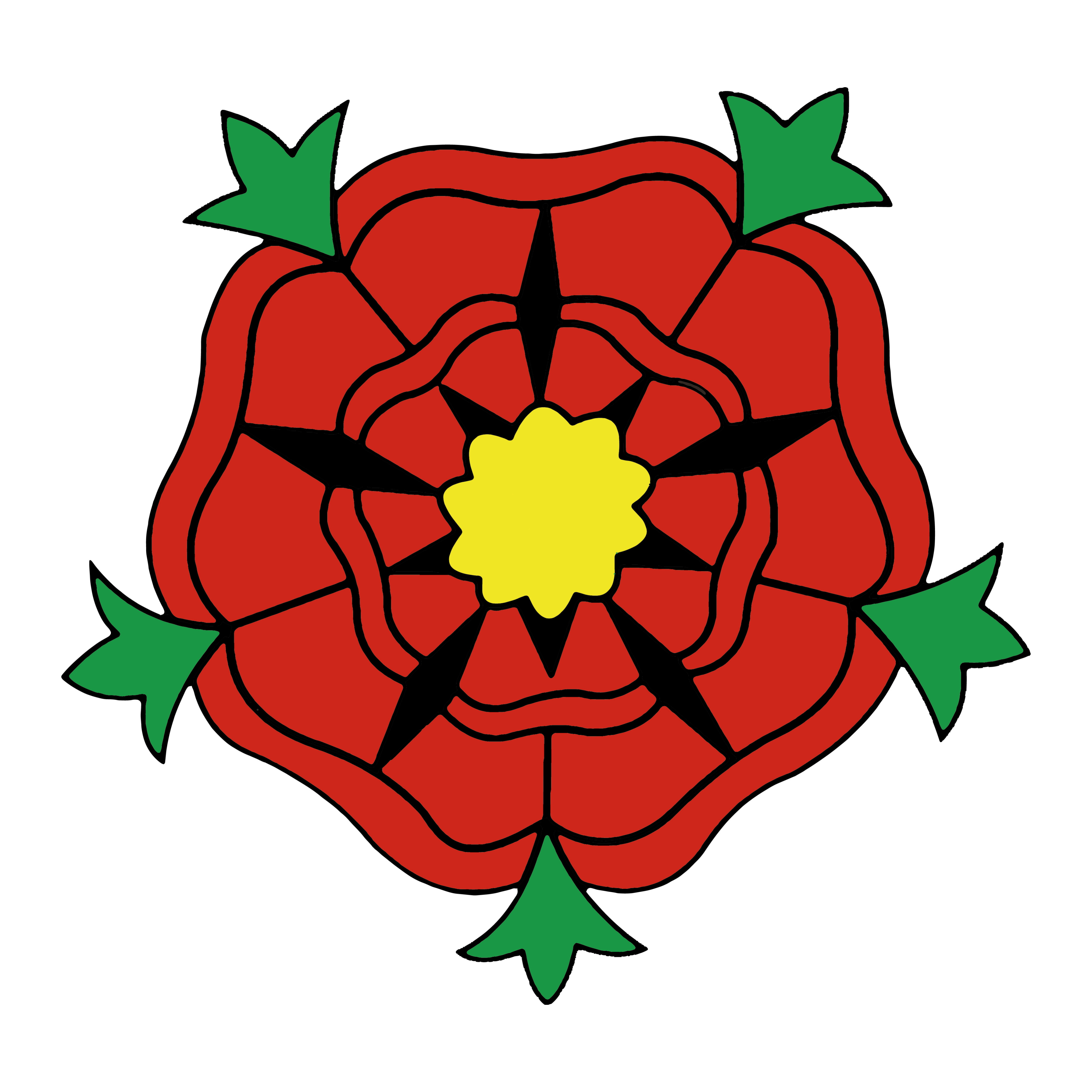
Drapeau de la Broye Fribourgeoise

La partie fribourgeoise de la Broye est morcelée en plusieurs parties. Environ la moitié du district, - comprenant notamment les localités de Domdidier, Saint-Aubin, Portalban, - est rattachée au corps principal du canton de Fribourg. L'autre moitié est divisée en plusieurs enclaves, celles-ci étant entourées de territoires appartenant au canton de Vaud. On peut citer l'enclave d'Estavayer-le-Lac (la plus étendue), de Surpierre, de Vuissens ou de Notre Dame de Tours. Le chef-lieu du district de la Broye fribourgeoise est Estavayer-le-Lac. 

## La Broye vaudoise
Dans le district de la Broye-Vully la Broye vaudoise s'étend de Moudon à Avenches. Son chef-lieu est Payerne.